# Az-Ziriklī

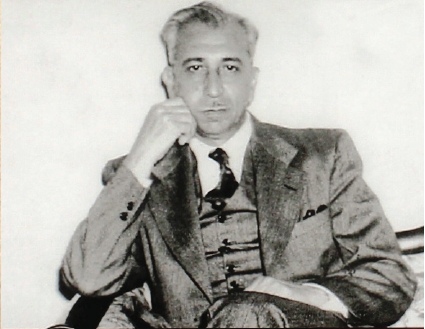
az-Ziriklī

Chair ad-Din az-Ziriklī (arabisch ﺧﻴﺮ ﺍﻟﺪﻴﻦ الزركلي Khairaddin az-Zirikli, DMG Ḫair ad-Dīn az-Ziriklī; geboren am 25. Juni 1893 in Beirut; gestorben am 25. November 1976 in Kairo), auch in der Schreibung Kheireddine Zarkali, war ein syrisch-arabischer Dichter, Gelehrter (u. a. Literaturwissenschaftler und Biograph) und Journalist kurdischer Abstammung.

## Leben
Er lebte in Syrien, Saudi-Arabien, Jordanien, dem Libanon und Ägypten. Zirikli war syrischer Nationalist, d. h. Gegner des französischen Völkerbundmandats. Er betätigte sich als Zeitschriften-Herausgeber (der Zeitung al-Mufid in Damaskus) und verfasste selber Presseartikel. Er trat in den 1920er Jahren in den auswärtigen Dienst von Abd al-Aziz ein und wurde zum Botschafter in verschiedenen Ländern ernannt.

## Werke
- Az-Ziriklī ist Verfasser eines vielfach neu aufgelegten achtbändigen biographischen Lexikons mit dem Kurztitel al-Aʿlām, das die berühmtesten Männer und Frauen unter den Arabern, Arabisten und Orientalisten umfasst, die bis zum Jahre 1975 gestorben sind. Der vollständige Titel des Werks lautet al-Aʿlām, Qāmūs tarāǧīm li-ašhar ar-riǧāl wa an-nisāʾ min al-ʿArab wa al-mustaʿribīn wa al-mustašriqīn (Digitalisat der 15. Auflage von 2002). Darüber hinaus liegen auch zwei Ergänzungsbände von Muhammad Chair Ramadān Yūsuf vor, die zwischen 1975 und 1996 verstorbene Personen behandeln (Digitalisat).
- Von König Faisal wurde az-Ziriklī mit einem Werk über die Herrschaft von Abd al-Aziz beauftragt, das 1970 in vier Bänden erschien.[1]
- Dīwān Ḫair-ad-Dīn az-Ziriklī